# Mrkonjić Grad
Mrkonjić Grad (in serbo cirillico: Мркоњић Град), è una città e comune nel nord della Bosnia ed Erzegovina, sotto la giurisdizione della Repubblica Serba e parte della Regione di Banja Luka con 18.136 abitanti al censimento 2013.
Il 25 novembre 1943 vi si tenne la prima seduta del ZAVNOBiH.

## Popolazione
Il censimento ufficiale del 1991 mostrava i seguenti dati:
Comune di Mrkonjić Grad - totale: 27.395
- Serbi - 21.057 (76,86%)
- Bosgnacchi - 3.272 (11,94%)
- Croati - 2.139 (7,80%)
- Jugoslavi - 593 (2,16%)
- Altri - 334 (1,21%)

Città di Mrkonjić Grad - totale: 8.422
- Serbi - 5.945 (70,58%)
- Bosgnacchi - 1.450 (17,21%)
- Croati - 354 (4,20%)
- Jugoslavi - 470 (5,58%)
- Altri - 203 (2,41%)